# Lauterstein
Lauterstein ist eine Stadt im Landkreis Göppingen in Baden-Württemberg.

## Geographie

### Geographische Lage

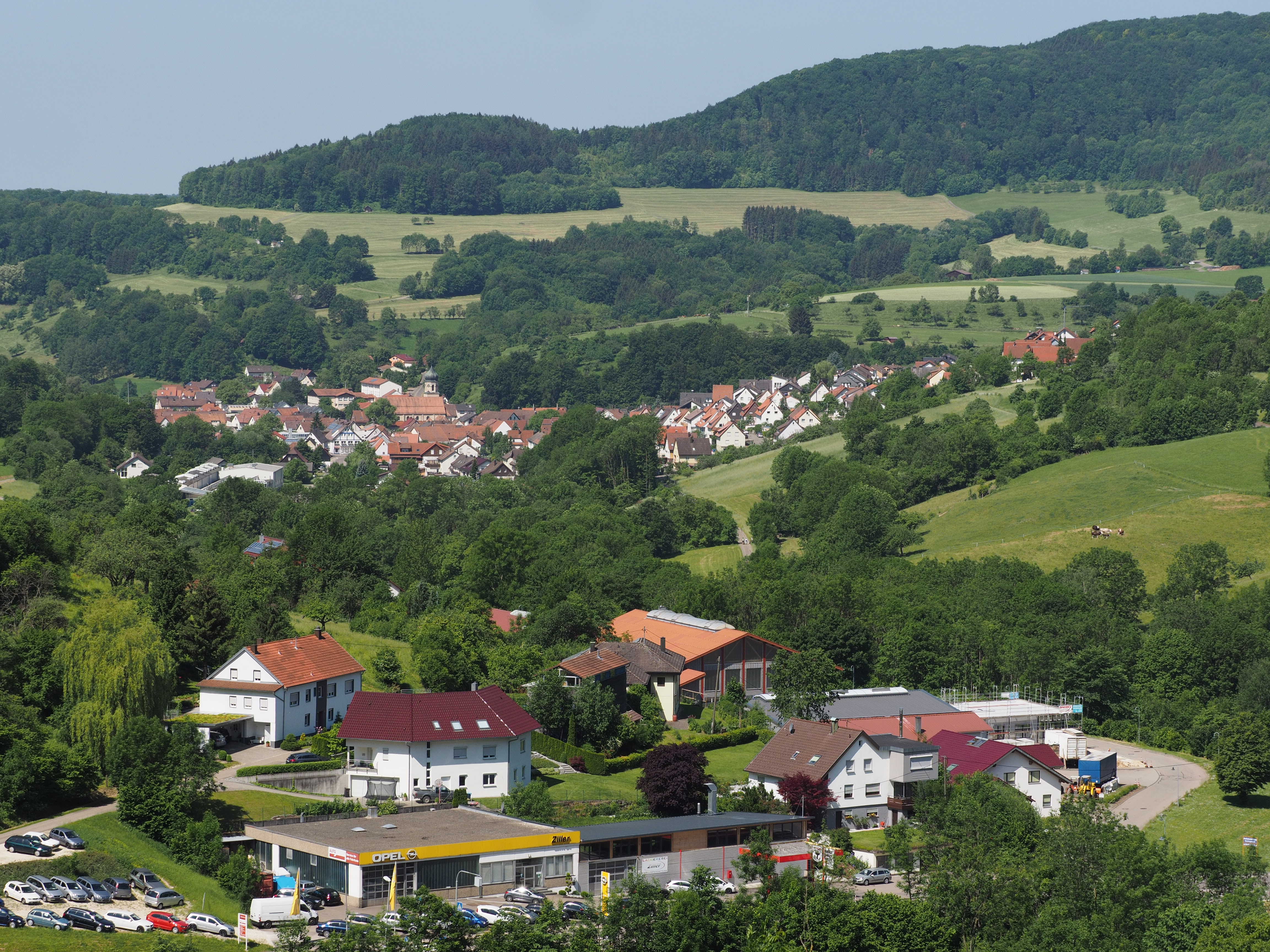
Blick von Weißenstein (Vordergrund) nach Nenningen

Das Gemeindegebiet von Lauterstein liegt auf Höhen von etwa über 440 m ü. NN am Austritt des Hauptflusses bis 778,1 m ü. NN auf dem Bernhardus wenig zurückgesetzt hinter dem Albtrauf. Es umfasst Teile der Täler der Lauter und zweier kurzer Zuflüsse von ihr, daneben auch im Osten einen großen Anteil an der hier überwiegend bewaldeten Hochfläche der Schwäbischen Alb.
Lauterstein ist in Luftlinie etwa 16 km östlich von der Kreisstadt Göppingen entfernt, etwa 12 km südöstlich des Zentrums der Nachbarstadt Schwäbisch Gmünd im Ostalbkreis, sowie etwa 52 km östlich der Landeshauptstadt Stuttgart und etwa 35 km nordnordwestlich der Großstadt Ulm.

### Stadtgliederung
Lauterstein besteht aus der ehemals selbständigen Gemeinde Nenningen und der ehemals selbständigen Stadt Weißenstein. Zur Gemeinde Nenningen gehörte das Dorf Nenningen. Zu Weißenstein gehörten die Stadt Weißenstein und die Häuser Lützelalb, Rupertstetten und Steighaus sowie die abgegangene Ortschaft Buitingen.

### Nachbargemeinden
An Lauterstein grenzen reihum im Nordwesten die Gemeinde Waldstetten, im Norden lange die Stadt Schwäbisch Gmünd, im Nordosten die Gemeinde Bartholomä, die alle zum Ostalbkreis gehören. Südöstliche und südliche Nachbarin ist die Gemeinde Böhmenkirch, südwestliche die Kleinstadt Donzdorf, beide im eigenen Landkreis Göppingen.

### Flächenaufteilung
Nach Daten des Statistischen Landesamtes, Stand 2014.

## Geschichte

### Gemeindefusion
Lauterstein wurde im Rahmen der Gemeindereform Baden-Württemberg am 1. Januar 1974 durch Vereinigung der Gemeinde Nenningen und der Stadt Weißenstein gebildet.

### Geschichte von Nenningen
Nenningen unterstand seit dem späten Mittelalter dem Haus Rechberg und war Bestandteil der Herrschaft Weißenstein. Durch die Mediatisierung gelangte 1806 der Ortsteil rechts der Lauter an das Königreich Württemberg und war bis 1810 der Gemeinde Degenfeld im Oberamt Gmünd zugeordnet. Der Ortsteil links der Lauter kam 1806 zunächst zum Königreich Bayern und fiel erst 1810 im Rahmen eines Gebietstausches an Württemberg. Seit dem Jahr 1810 gehörte das wiedervereinigte Nenningen zum Oberamt Geislingen. Bei der Verwaltungsreform während der NS-Zeit in Württemberg gelangte Nenningen 1938 zum Landkreis Göppingen.

### Geschichte von Weißenstein
Weißenstein befand sich wie Nenningen als Bestandteil der Herrschaft Weißenstein im Besitz wechselnder Linien der Herren von Rechberg. Im Laufe des 14. Jahrhunderts erhielt Weißenstein das Stadtrecht. Durch die Mediatisierung kam Weißenstein 1806 zum Königreich Bayern und 1810 schließlich zum Königreich Württemberg. Seither unterstand Weißenstein dem Oberamt Geislingen. Die Verwaltungsreform vom 25. April 1938 führte zur Zugehörigkeit zum Landkreis Göppingen.
Nach dem Zweiten Weltkrieg wurden Nenningen und Weißenstein Bestandteile der Amerikanischen Besatzungszone und gehörten somit zum neu gegründeten Land Württemberg-Baden, das 1952 im jetzigen Bundesland Baden-Württemberg aufging.

### Einwohnerentwicklung
Quelle: Statistisches Landesamt Baden-Württemberg für die Daten ab 1961
| Datum              | Einwohner |
| ------------------ | --------- |
| 1837               | 1090      |
| 1907               | 1201      |
| 17. Mai 1939       | 1596      |
| 13. September 1950 | 2314      |
| 06. Juni 1961      | 2457      |
| 27. Mai 1970       | 2673      |
| 31. Dezember 1983  | 2563      |
| 25. Mai 1987       | 2660      |
| 31. Dezember 1991  | 2781      |
| 31. Dezember 1995  | 2865      |
| 31. Dezember 2005  | 2811      |
| 31. Dezember 2010  | 2681      |
| 31. Dezember 2015  | 2561      |
| 31. Dezember 2020  | 2583      |

## Politik

### Gemeinderat
Der Gemeinderat in Lauterstein hat zwölf Mitglieder. Bei der Kommunalwahl am 9. Juni 2024 wurde in Lauterstein nach dem System der Mehrheitswahl gewählt. Das bedeutet, dass nur eine Liste aufgestellt war (Freie Wählervereinigung Lauterstein) und die Bewerber mit den höchsten Stimmenzahlen gewählt sind. Der Gemeinderat besteht aus den ehrenamtlichen Gemeinderäten und dem Bürgermeister als Vorsitzendem mit Stimmrecht.

### Bürgermeister
Bürgermeister ist seit 2006 Michael Lenz. Am 19. Januar 2014 wurde er mit 97,9 Prozent der Stimmen für eine zweite Amtszeit wiedergewählt. Am 6. Februar 2022 wurde er mit 99,3 Prozent der Stimmen für eine dritte Amtszeit wiedergewählt.

### Wappen
Die Blasonierung des Wappens lautet: „In Gold ein aus dem Unterrand emporkommender obeliskartiger silberner Stein, vorne gehalten von einem linkshin aufgerichteten roten Löwen, hinten ein geflügelter grüner Adlerfang (Klauflügel).“

### Wappen der Ortsteile

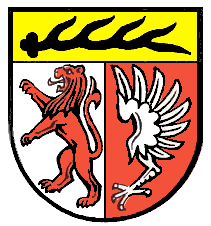
Nenningen
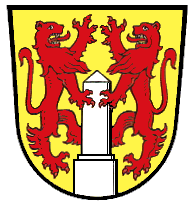
Weißenstein

## Wirtschaft und Infrastruktur

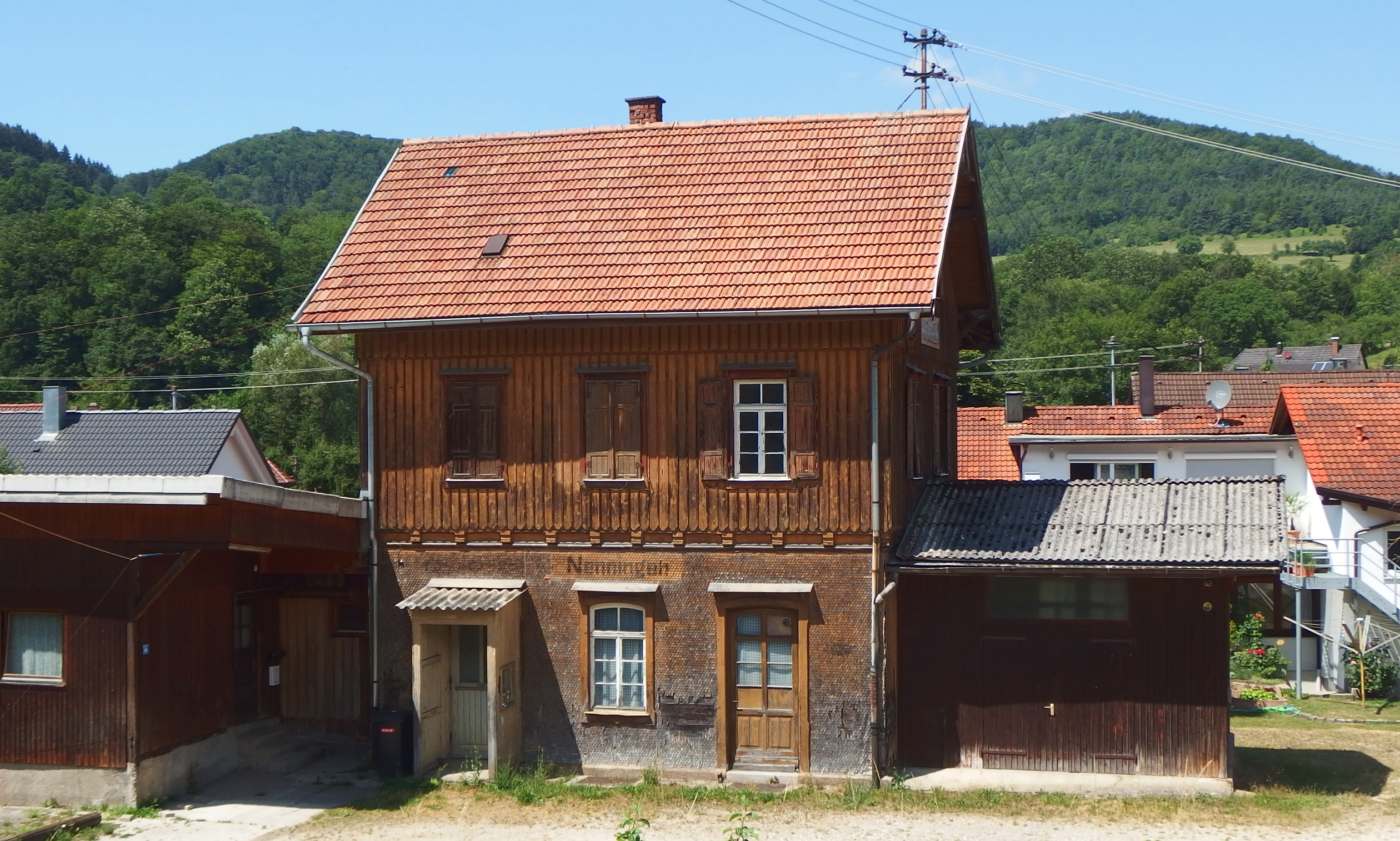
Ehemaliger Bahnhof Nenningen

### Verkehr
Lauterstein ist über die Bundesstraße 466 und die Landesstraße 1160 zu erreichen.
Von 1901 bis 1980 war Weißenstein Endbahnhof der in Süßen beginnenden Lautertalbahn. Die Königlich Württembergischen Staats-Eisenbahnen erbauten die Bahnhofsgebäude in Nenningen und Weißenstein als Einheitsbahnhöfe vom Typ IIa respektive IIIb.
Der Schwäbische-Alb-Radweg führt als Fernradweg durch Lauterstein; er führt vom Bodensee nach Donauwörth. Er verläuft von Süßen kommend über Donzdorf großteils auf der ehemaligen Bahnlinie nach Nenningen und Weißenstein. Weiter verläuft er über die sehr steile Alte Steige nach Böhmenkirch.

### Ansässige Unternehmen
Der wichtigste Arbeitgeber Lautersteins ist die Federnfabrik Monninger Federn GmbH. Neben diesem größten Arbeitgeber existieren einige kleinere Betriebe.
2016 wurde auf dem Gemeindegebiet der Windpark Lauterstein mit 16 Windkraftanlagen des Typs General Electric 2.75-120 in Betrieb genommen.

### Bildung
In der Stadt Lauterstein gibt es nur die Grundschule Lauterstein. Für alle weiterführenden Schulen müssen die Schüler nach Donzdorf oder Süßen pendeln.

## Kultur und Sehenswürdigkeiten

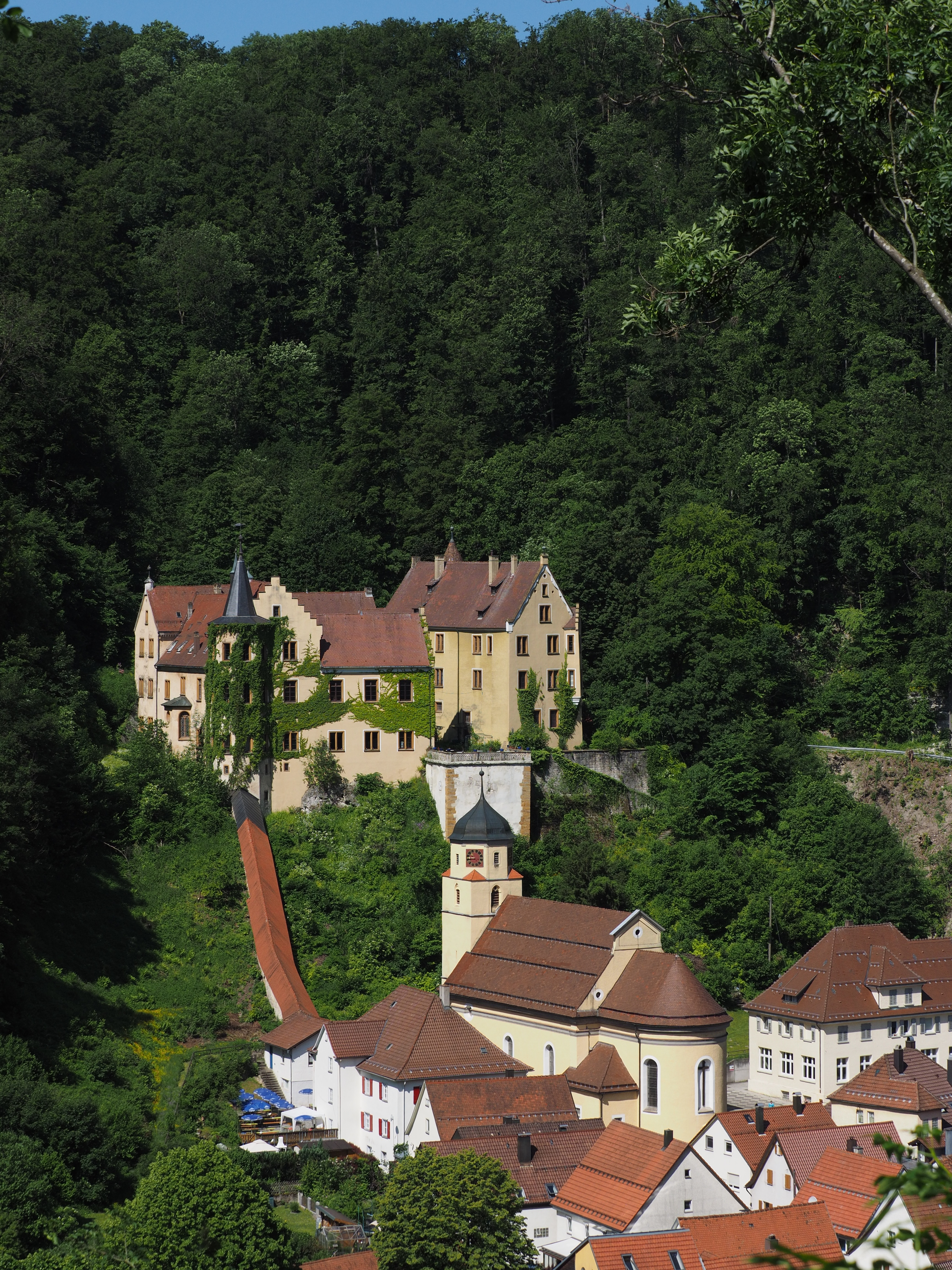
Schloss Weißenstein mit Pfarrkirche Mariä Himmelfahrt

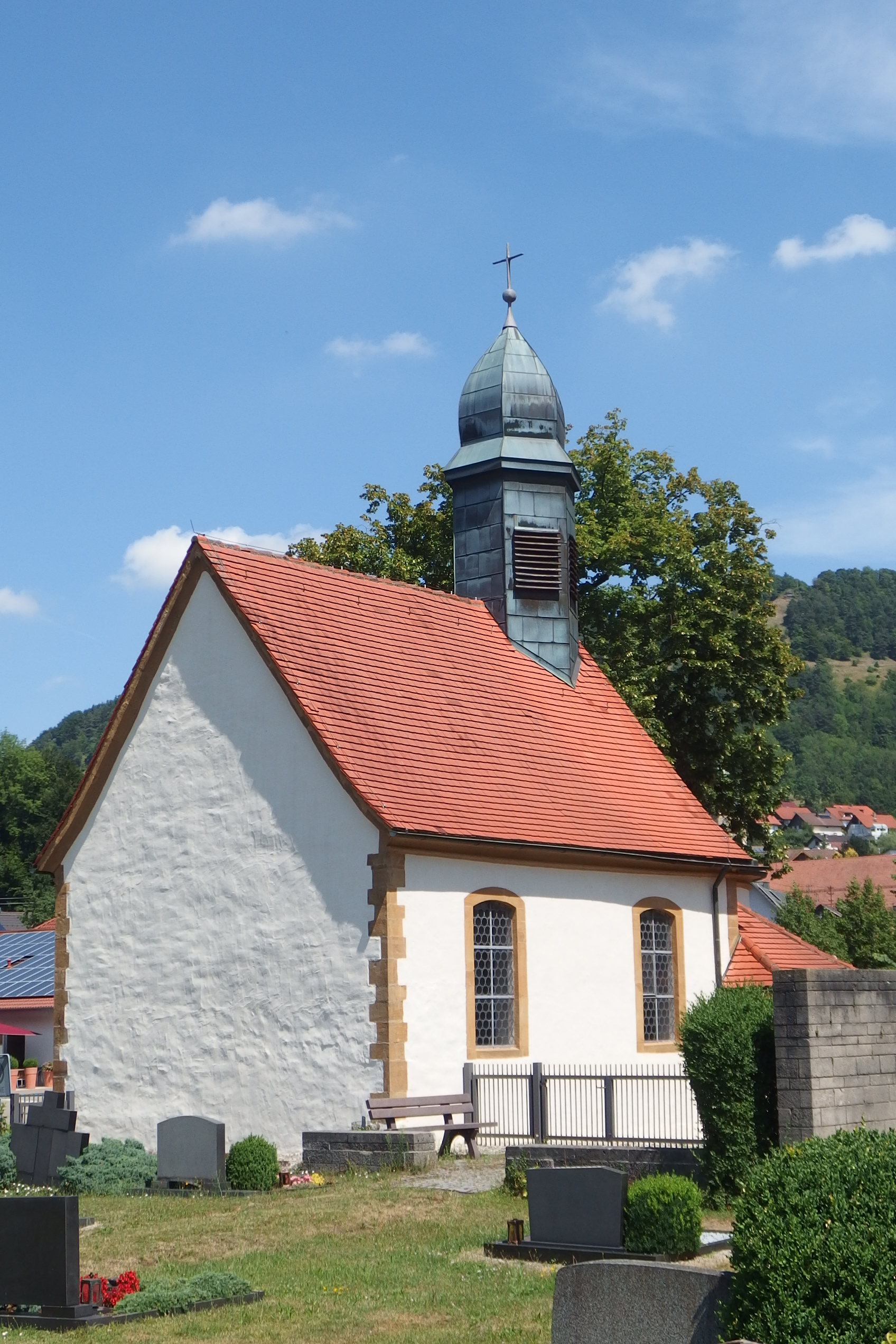
Die Friedhofskapelle in Nenningen von 1582

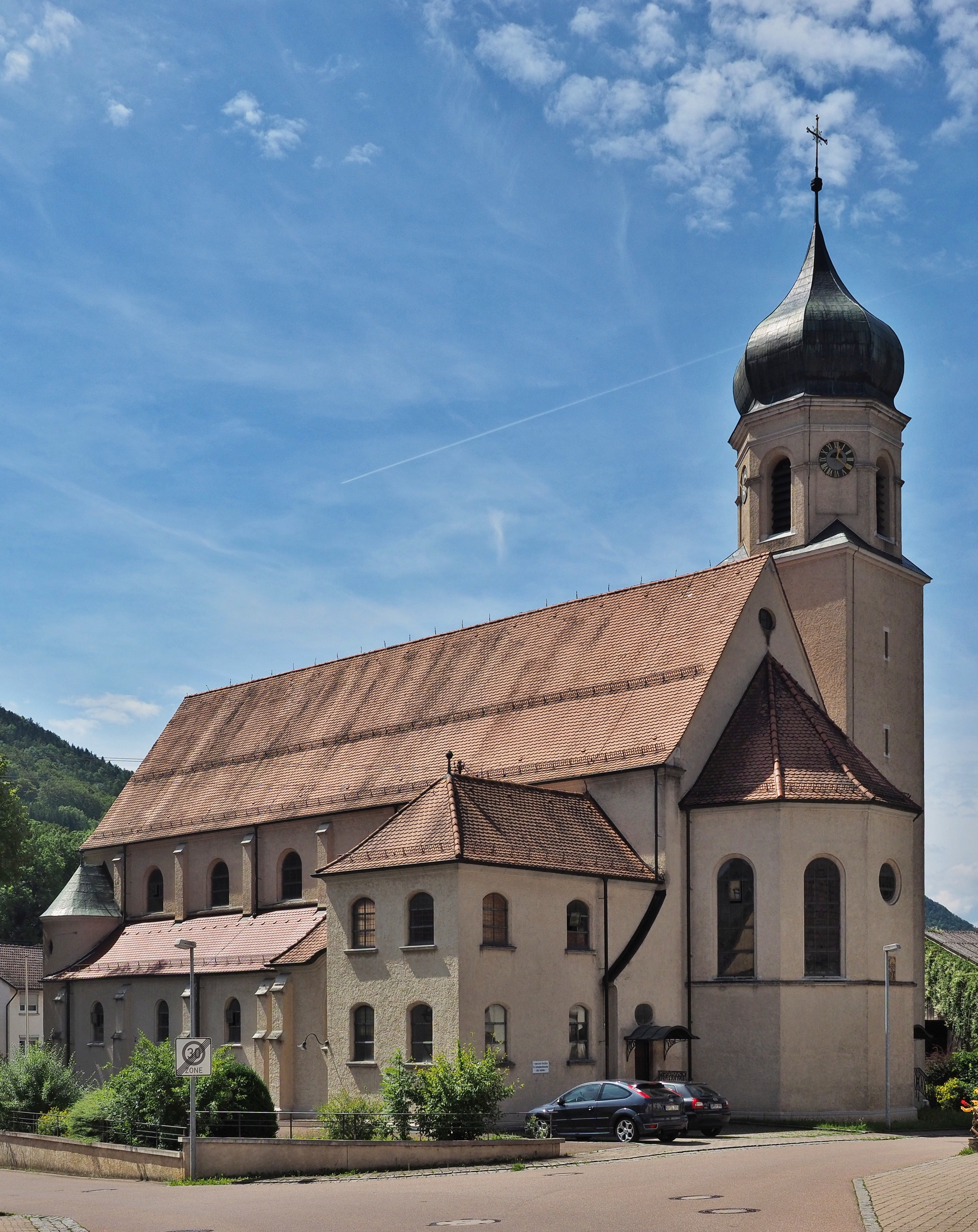
Katholische Pfarrkirche St. Martinus, Nenningen

### Bauwerke
- Im Stadtteil Weißenstein steht hoch über der Altstadt mit dem Schloss Weißenstein das ehemalige Stammschloss der Grafen von Rechberg und Rothenlöwen. 1941 hatten nationalsozialistische Dienststellen das Schloss zu einem Zwangsaufenthaltsort für mindestens 58 jüdische Menschen gemacht. Von hier wurde ein Teil der Personen nach Riga, ein weiterer Teil nach Izbica und die übrigen in das Ghetto Theresienstadt deportiert.[8][9]
- Katholische Marienkirche, um 1716
- Barocke Bildsäule mit Maria-Joseph-Doppelfigur (bei der Pfarrkirche)[10]
- Die Friedhofskapelle im Stadtteil Nenningen beherbergt eine Pietà von Ignaz Günther.[11]
- Auf der Gemarkung, auf dem Bernhardusberg, liegt heute die Wallfahrtskapelle St. Bernhardus von 1880, die an der Stelle der Wallfahrtskirche von 1733 steht.

### Vereine
In Lauterstein gibt es zwei Turnvereine aus den Teilgemeinden, den TV Nenningen und den TV Weißenstein. Beide hatten eine Handballabteilung, die sich 1995 zur SG Lauterstein zusammenschlossen. Die 1. Herrenmannschaft der SG Lauterstein spielt in der Oberliga Baden-Württemberg. Der TV Weißenstein spielt mit seinen Volleyballmannschaften in der Gaurunde des Turngau Staufen in der Mixed 1B und in der Jugend. Die Tennisabteilung spielt mit einer Männer- und Frauenmannschaft aktiv.
Zum kulturellen Gelingen des Jahres tragen sie bei, indem sie Kinderfasching, Altenehrung, Stadtfest, Sommerfest, Nikolausfeier und Jahresfeier mit eigener Theatergruppe jährlich neu ausgestalten.
In Lauterstein bestehen einige Chöre und Orchester. Zu den Chören gehören Chorisma (der ehemalige „Junge Chor“), der Liederkranz Weißenstein, der Kirchenchor Nenningen und die Sängerriege des TV Nenningen. Die beiden Musikvereine der Stadt Lauterstein, der Musikverein Nenningen und die Stadtkapelle Weißenstein, tragen mit jeweils einem aktiven Orchester und einem Jugendorchester sowie einer Zöglingsgruppe zum kulturellen Leben der Stadt bei.

### Natur
Lauterstein ist ein wichtiger Naherholungsbereich für den dichtbesiedelten Großraum Göppingen. Auf dem Albuch im nordöstlichen Teil der 2.332 ha großen Markung liegen große Waldflächen. Das Albuch und das malerische und sagenumwobene Christental mit dem dortigen Stausee (Hochwasserrückhaltebecken Christental) sind ein beliebtes Wandergebiet. Im Winter besteht für Skifahrerer ein Loipennetz.

## Persönlichkeiten
- Johann Evangelist Reiter (1764–1835), Pfarrer, Geometer, Maler und Architekt
- Thaddäus von Ritz (1805–1866), geboren in Weißenstein, württembergischer Theologe und Landtagsabgeordneter
- Otto Linder (1891–1976), Architekt
- Josef Seehofer (1896–1982), Theologe und Heimatforscher, im Ortsteil Nenningen geboren
- Bernhard Vesenmayer (1910–1995), Verwaltungsjurist
- Wolfram Wöhr (* 1956), Architekt